# Český slavík Mattoni 2012
Český slavík 2012 byl 47. ročník ankety popularity českých zpěváků a písní.

## Výsledky

### Absolutní slavík
Lucie Bílá

### Zpěvačky
| Pořadí | Jméno             | Body   |
| ------ | ----------------- | ------ |
| 1.     | Lucie Bílá        | 44 976 |
| 2.     | Lucie Vondráčková | 29 578 |
| 3.     | Ewa Farna         | 11 441 |

### Zpěváci
| Pořadí | Jméno        | Body   |
| ------ | ------------ | ------ |
| 1.     | Tomáš Klus   | 36 337 |
| 2.     | Karel Gott   | 33 754 |
| 3.     | Daniel Landa | 14 205 |

### Skupiny
| Pořadí | Jméno     | Body   |
| ------ | --------- | ------ |
| 1.     | Kabát     | 26 837 |
| 2.     | Nightwork | 17 981 |
| 3.     | Chinaski  | 12 993 |

### Skokan roku
- Eddie Stoilow

### Objev roku
- Koblížci